# Pseudomecas pickeli
Pseudomecas pickeli är en skalbaggsart som först beskrevs av Julius Melzer 1930.  Pseudomecas pickeli ingår i släktet Pseudomecas och familjen långhorningar. Inga underarter finns listade i Catalogue of Life.